# 帕克伍德住所
帕克伍德住所 是沃里克郡Lapworth附近的木结构都铎庄园，1941年至今的所有者是国家名胜古迹信托， 为一级保护建筑。 它有丰富的挂毯和精美的家具，并且闻名于花园里的紫杉树。

## 画廊

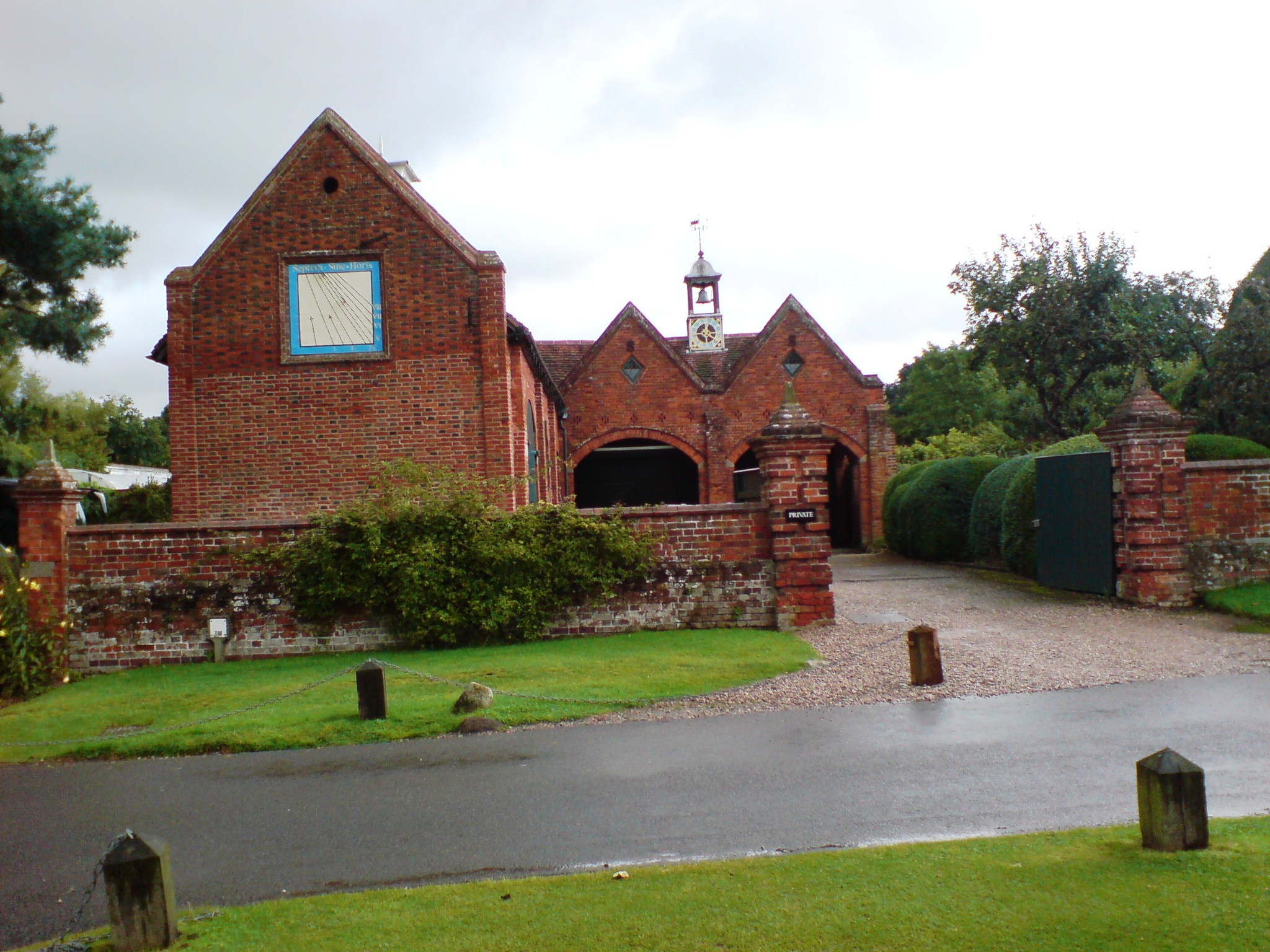
建筑主体
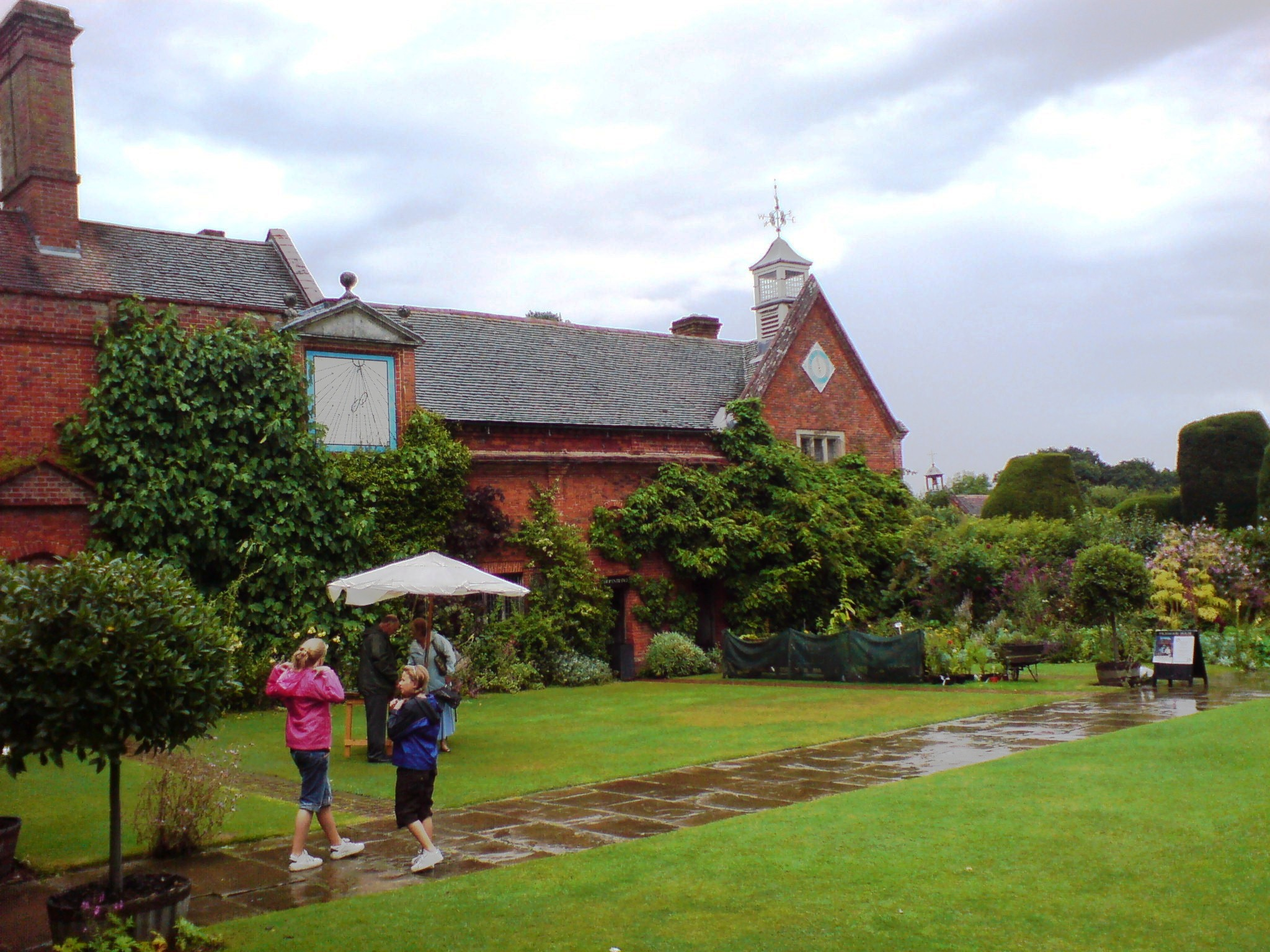
花园风景
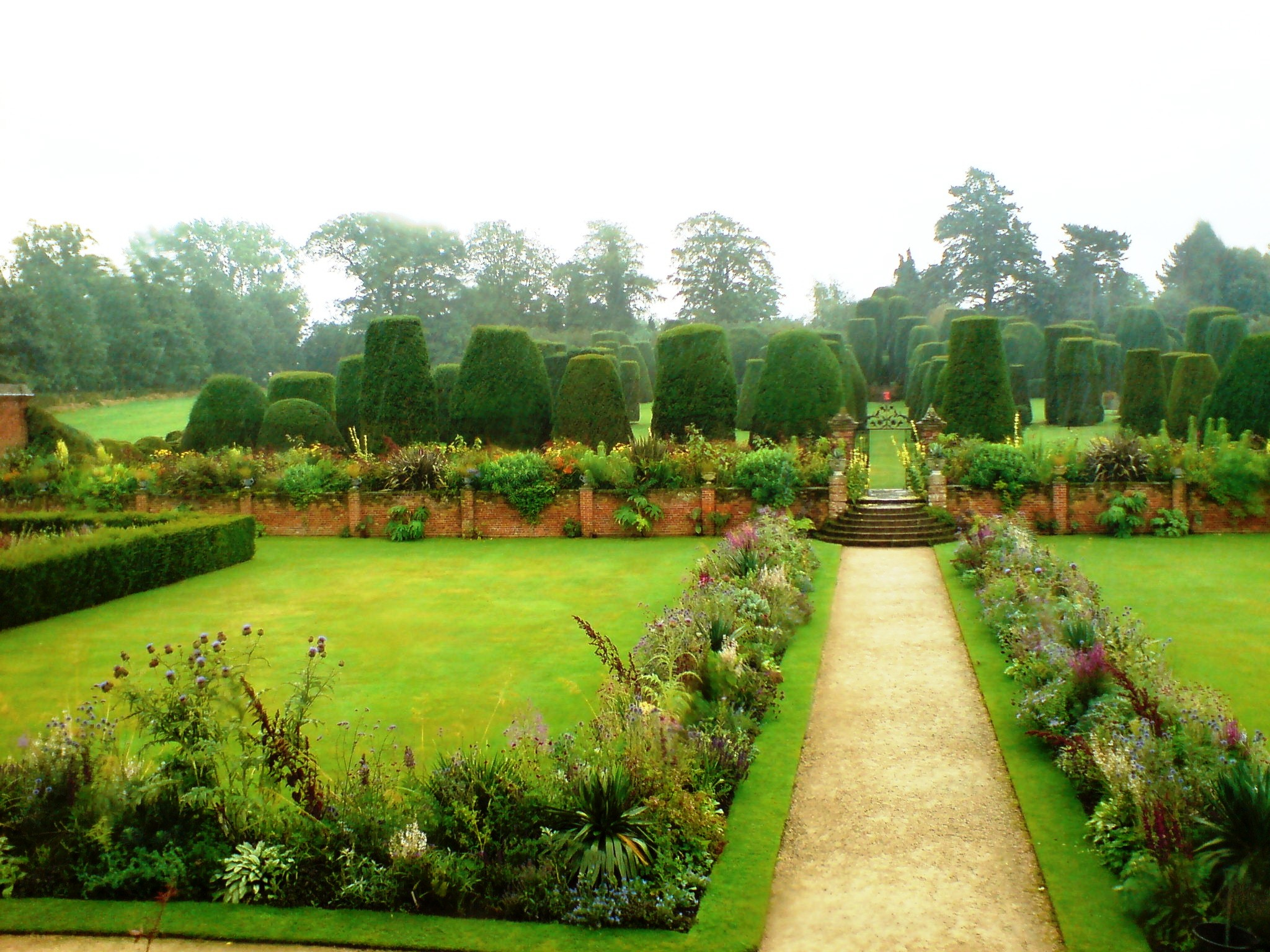
从南看山上的紫杉树
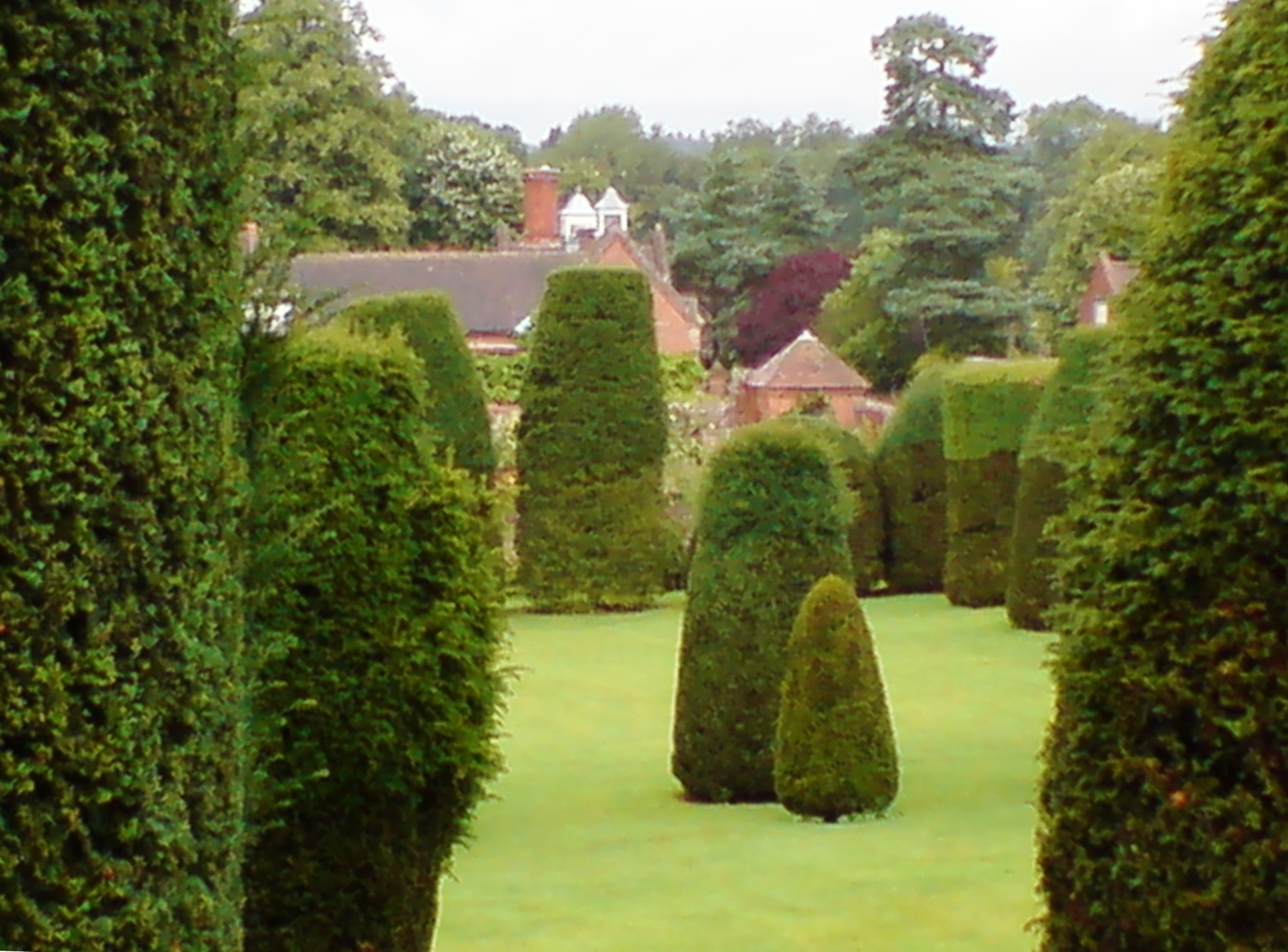
山上房子与紫杉树的景致
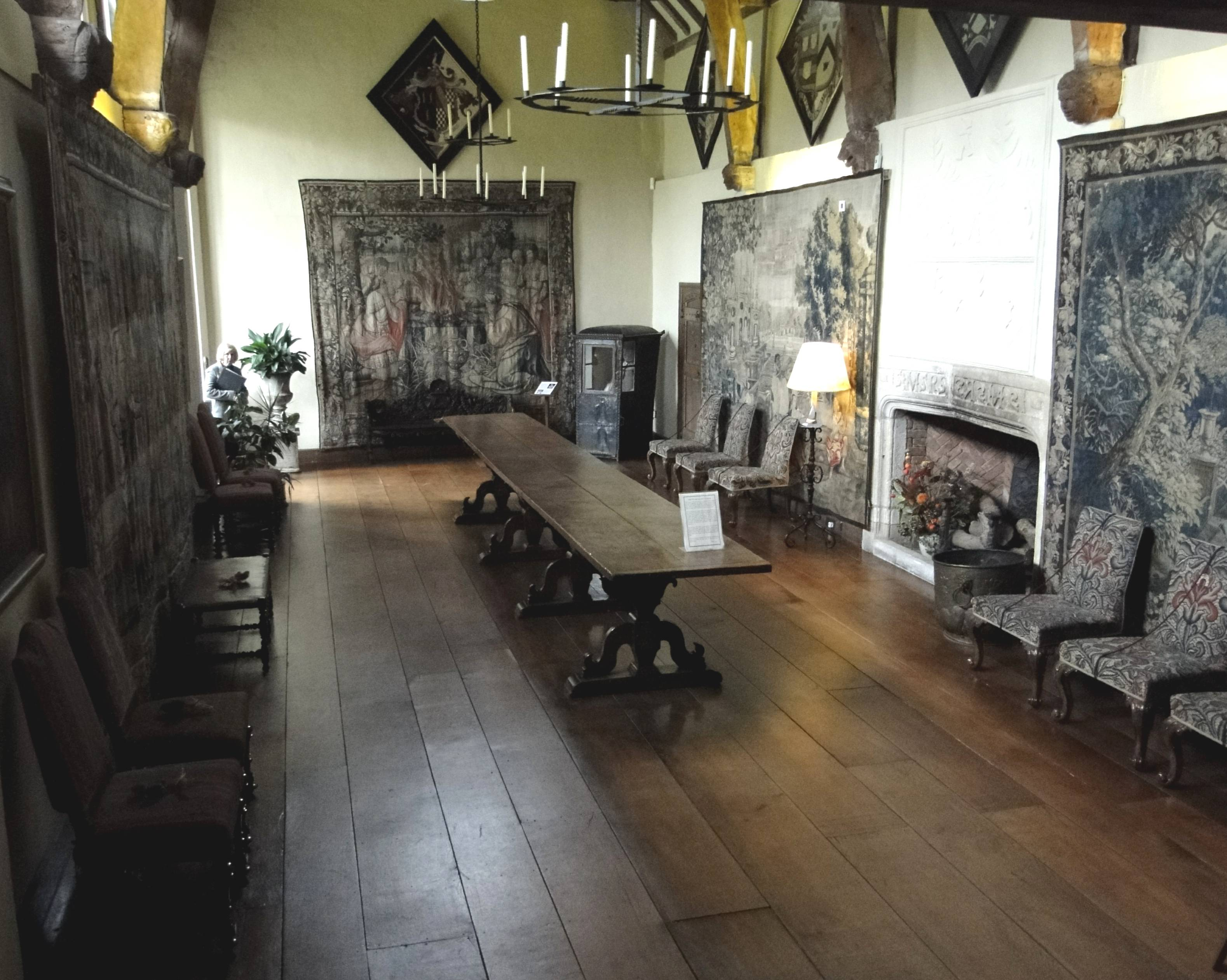
大会堂

## 脚注
1. ↑  National Trust (2010，第255頁)
2. ↑  Historic England. . National Heritage List for England.   [9 March 2015].